# Prawo podatkowe
Prawo podatkowe – ogół przepisów regulujących zasady powstawania, ustalania oraz wygasania zobowiązań podatkowych oraz obowiązki podatników, płatników i inkasentów poszczególnych podatków. Prawo podatkowe stanowi także o obowiązujących procedurach, które winny być przestrzegane przez organy podatkowe oraz strony w trakcie postępowania podatkowego i wykonywania innych czynności zmierzających do ustalenia prawidłowej wysokości zobowiązania podatkowego i skutecznego poboru podatku.
Prawo podatkowe jest jedną z podgałęzi prawa finansowego, przez część przedstawicieli doktryny prawa uważana za odrębny dział.

## Pojęcie prawa podatkowego w Polsce
W Polsce prawo podatkowe tworzą:
- Konstytucja RP z 2 kwietnia 1997 r. stanowiąca w art. 84, iż: „Każdy jest obowiązany do ponoszenia ciężarów i świadczeń publicznych, w tym podatków, określonych w ustawie”, ustawy podatkowe i przepisy wykonawcze wydane na ich podstawie. Ustawami podatkowymi są:
  - Ordynacja podatkowa (Dz.U. z 2022 r. poz. 2651) normująca zagadnienia zobowiązań podatkowych, informacji podatkowych, postępowania podatkowego, kontroli podatkowej i czynności sprawdzających oraz tajemnicy skarbowej. Ordynacja jest ustawą z zakresu prawa postępowania.
  - Ustawy materialnego prawa podatkowego bezpośrednio regulujące prawa i obowiązki podmiotów prawa w zakresie każdego z podatków, m.in.:
    - Ustawa o podatku od towarów i usług

## Klasyfikacja podatków
Podatki klasyfikuje się pod względem następujących kryteriów:
- przedmiot opodatkowania:
  - przychodowe – od całości wpływów z prowadzonej działalności,
  - dochodowe – od nadwyżki przychodów nad kosztami ich uzyskania (PIT, CIT),
  - majątkowe – od posiadania majątku w całości lub jego składników (podatek od nieruchomości, podatek od spadków i darowizn),
  - konsumpcyjne – od wydatków w formie „podatkowej” części ceny (VAT, akcyza).
- wymiar i pobór podatków, przerzucalność świadczenia podatkowego, zdolność świadczenia:
  - pośrednie – podatek wymierzany jest podmiotowi, który w rzeczywistości go „nie uiszcza” (podatek od towarów i usług, akcyza)
  - bezpośrednie – podatek jest wymierzany podmiotowi i on ponosi zarazem jego ciężar (PIT, CIT)
- podział wpływów z podatków między poszczególne budżety:
  - państwowe
  - samorządowe
- rodzaj obciążonego elementu konstrukcyjnego podatku:
  - osobowe
  - rzeczowe
- rodzaj stawki podatkowej:
  - kwotowe
  - proporcjonalne (stałe)
  - procentowe (wyszczególniona zostaje skala podatkowa)
    - progresywne (przyspieszona, liniowa, opóźniona (PIT))
    - degresywne

## Przerzucalność podatkowa
To przesuwanie ciężaru podatku przez podatnika na inne podmioty. Może być różna w zależności od wielkości przerzuconego ciężaru:
- częściowa
- całkowita
- nadmierna.

Przerzucalność występuje, gdy ustawa podnosi stawki podatkowe lub ustala nowy podatek. Procedury przerzucania nie są korzystne m.in. z punktu zasady sprawiedliwości podatkowej.
Przerzucalność można podzielić ze względu na to, na kogo zostaną przerzucone podatki:
- w przód – wzrost cen sprzedawanych wyrobów, wzrost podatków, wzrost cen, przerzucenie na nabywców
- wstecz – na dostawców, względnie na pracowników danej firmy
- właściwą – niezałożona z góry przez ustawodawcę
- niewłaściwą – założona z góry przez ustawodawcę.

## Wpływ podatków na działalność gospodarczą
System podatkowy może mieć znaczący wpływ na osoby fizyczne i organizacje, ponieważ wpływa na zyski, koszty i ogólną kondycję finansową. System podatkowy może wpływać na przedsiębiorstwa na różne sposoby, od wpływu na ich rentowność do zwiększenia kosztów przestrzegania przepisów i obciążeń administracyjnych.
System podatkowy wpływać na działalność gospodarczą poprzez:
- stawki podatkowe
- odliczenia i kredyty podatkowe
- koszty przestrzegania przepisów
- obciążenie administracyjne
- międzynarodowe przepisy podatkowe